# Festivalbar 1995
Il trentaduesimo Festivalbar si svolse durante l'estate del 1995 in 8 puntate. Sedi della manifestazione furono: Piazza degli Scacchi a Marostica, Parco Ducale a Colorno, l'Arena Alpe Adria di Lignano Sabbiadoro e Piazza del Popolo ad Ascoli Piceno, sede della finalissima.
Venne condotto da Amadeus, Federica Panicucci e Laura Freddi.
I vincitori furono gli 883 con il brano Tieni il tempo (anni dopo Gianluca Grignani dichiarerà di essere stato il vero vincitore con Falco a metà, ma di avere rifiutato il premio in contestazione dell'uso del playback nelle esibizioni), altri riconoscimenti furono dati a Zucchero (miglior album), Pino Daniele (premio speciale) e Laura Pausini (premio Europa).
La sigla di apertura e chiusura era affidata ai video musicali di Pino Daniele e Zucchero.

## Cantanti partecipanti
- Joey Tempest - A Place to Call Home
- 883 - Tieni il tempo, Musica  e Una canzone d'amore
- Zucchero - Voodoo Voodoo, Per colpa di chi e Pane e sale
- Pino Daniele - Resta...resta cu' mmè e Io per lei
- Danielle Brisebois - Gimme Little Sign
- Ivana Spagna - Siamo in due e Come il cielo
- Cranberries - Zombie e I Can't Be with You
- Raf - Sei la più bella del mondo e Il suono c'è
- Gianna Nannini - Meravigliosa creatura e Piangerò
- Ti.Pi.Cal. - The Colour Inside
- Corona - Baby Baby e Try Me Out
- Scatman John - Scatman's World
- Neri per Caso - Sentimento pentimento e Donne
- Lighea - Le cose che non riusciamo a terminare mai
- Irene Grandi - Bum Bum e In vacanza da una vita
- Giorgia - C'è da fare e E c'è ancora mare
- Ron - Il sole e la luna
- Everything but the Girl - Missing
- Mike + The Mechanics - Over My Shoulder
- Billie Ray Martin -  Your Loving Arms
- Ini Kamoze - Here Comes the Hotstepper
- Biagio Antonacci - Lavorerò, Non serve e Fino all'amore
- Stevie Wonder - For Your Love e Tomorrow Robins Will Sing
- Gianluca Grignani - Falco a metà
- Pino Daniele e Irene Grandi - Se mi vuoi
- Ambra Angiolini - T'appartengo, L'ascensore e Che bisogno d'amore
- Massimo Di Cataldo - Una ragione di più
- Samuele Bersani - Freak e Spaccacuore
- Daniele Silvestri - Le cose in comune
- Paola Turci - Una sgommata e via
- Enzo Iacchetti - Pippa di meno
- Audio 2 - Alle venti
- U.S.U.R.A./Datura - Infinity
- Tina Arena - Chains
- Björk - Army of Me
- Rednex - Old Pop in an Oak e Cotton Eye Joe
- Elastica - Waking Up
- Lavinia Jones - Sing It to You (Dee-Doob-Dee-Dooo)
- Ray Charles - No Times to Wast Time
- Tony Di Bart - Why Did Ya
- Brandy - Baby
- Antonella Arancio - Graffi sulla schiena
- Double You - Dancing with an Angel
- J.T. Company - Feel It
- Jam & Spoon - Angel
- Federico Salvatore - Federico e Salvatore, Azz...vacanze e Ninna nanna
- Marco Masini - Il cielo della vergine e Principessa
- Incognito - Everyday
- Dhamm - Controvento, Irene e Suoneremo ancora
- Dirotta su Cuba - Liberi di liberi da e Gelosia
- Vernice - Solo un brivido
- Alex Party - Wrap Me Up
- Fernando Proce - Love Is Everything
- La Bouche - Be My Lover e Fallin' in Love
- Scooter - Move your ass / Friends
- Club House - Nowhere land / All by myself
- Matt Bianco - Lost in You
- Blessid Union of Souls - I Believe
- Terence Trent D'Arby - Holding on to You e Supermodel sandwich
- Tullio De Piscopo - Ciapa ciapa el maruchen
- The Connells - '74-'75
- All-4-One - I Swear/I Can Love You Like That
- Soul II Soul - Love Enuff
- Freak Power - Turn on, Tune in, Cope Out
- East 17 - Let It Rain
- Fiorello - Un mondo d'amore
- Laura Freddi - Per non volare

## Ascolti TV
| Puntata          | Telespettatori | Share  |
| ---------------- | -------------- | ------ |
| 13 giugno 1995   | 4.588.000      |        |
| 20 giugno 1995   | 4.347.000      |        |
| 27 giugno 1995   | 4.030.000      |        |
| 4 luglio 1995    | 3.806.000      |        |
| 11 luglio 1995   | 3.617.000      |        |
| 18 luglio 1995   | 3.738.000      | 19,86% |
| 25 luglio 1995   | 3.367.000      | 20,04% |
| 5 settembre 1995 | 5.372.000      | 22,63% |